# Олноа Емери
Олноа Емери (фр. Aulnoye-Aymeries) је насељено место у Француској у региону Север-Па де Кале, у департману Север.
По подацима из 2011. године у општини је живело 8692 становника, а густина насељености је износила 1003,7 становника/km².

## Демографија
| 1962. | 1968. | 1975. | 1982.  | 1990. | 2011. |
| ----- | ----- | ----- | ------ | ----- | ----- |
| 9.405 | 9.750 | 9.917 | 10.086 | 9.882 | 8.692 |